# Йозефсон, Людвиг Оскар
Людвиг Оскар Йозефсон (швед. Ludvig Oskar Josephson, 20 февраля 1832 — 29 января 1899) — шведский театральный деятель.
Управляя стокгольмскими театрами, поднял их на очень высокий уровень. Написал много пьес: «Folkungalek», «Marsk Stigs döttrar», «Ant för Kungen» и др. Ему же принадлежит ценное исследование по театру: «Våra teater Förhållanden».